# Inside I'm Singing
Inside I'm Singing é o álbum de estúdio da dupla Secret Garden.